# Даглы (Загатальский район)
Даглы (азерб. Dağlı; цахур. Дагълы) — село в Загатальском районе Азербайджана, расположенное в Алазанской долине, в 12 километрах к югу от города Загатала. До 2015 года село носило название Али-Байрамлы.

## Состав сельского поселения
Даглы, административный центр одноимённого муниципалитета (сельсовета), в состав сельского поселения входят сёла:
- село Даглы
- село Калал
- село Касс
- село Каркай
- село Эзгилли

## Объекты
В селе имеется 1 средняя школа имени Мусы Мусаева, 1 детский сад имени Национального героя Азербайджана Натика Мамедова, цахурский культурный центр, мечеть, больница.

## Население
Население 3001 человек. 
Социолингвистические исследования, проведённые Международным летним Институтом лингвистики в июне 1999 и августе 2001 годов среди цахурского населения северо-западного Азербайджана, показали, что Даглы является населённым пунктом со смешанным составом населения, где большинство составляют азербайджанцы и также проживает значительное число цахур.

## Экономика
Основным занятием населения является сельское хозяйство, выращивание табака, лесных орехов, пчеловодство, растениеводство, садоводство и животноводство.

## Известные уроженцы
- Натиг Мамедов — Национальный герой Азербайджана